# SDAD1
SDAD1‏ (SDA1 domain containing 1) هوَ بروتين يُشَفر بواسطة جين SDAD1 في الإنسان.